# 農田水利法 (中華民國)
《農田水利法》是中華民國政府為確保糧食安全及農業永續，促進農田水利事業發展，健全農田水利設施之興建、維護及管理，以穩定供應農業發展所需之灌溉用水及擴大灌溉服務，並維護農業生產與提升農地利用價值及妥善處理農田水利會之改制事宜，所制定的條例。一共有三十四條。
並於此法施行的同日，農田水利會和行政院農業委員會農田水利處改制成行政院農業委員會農田水利署，原本的員工跟據此法的第19條，會保留和原來職務等級相當的工作。

## 違憲爭議

### 申請釋憲
2021年3月5日，立法委員費鴻泰等38人認為農田水利法諸多規定違反法律明確性、信賴保護等原則，且侵害憲法保障人民財產權及結社自由權利，而有違憲疑義進而聲請釋憲，憲法法庭作成111年憲判字第14號判決。

### 釋憲
2022年8月12日，憲法法庭宣告完全合憲。就結社自由及財產權兩點爭議，判決提到，結社自由方面，農田水利會是依法律規定而設立的公法人，並非人民基於憲法第14條保障結社自由所成立。因此，農田水利法規定農田水利會改制納入公務機關，消滅公法人的人格，也不生侵害農田水利會原有會員受憲法保障的結社自由問題；財產權方面，農田水利組織資產取得，均是基於公法人的地位而取得的公有財產，因此農田水利法將農田水利會所有的公有財產，明定由國家概括承受，並納入農田水利事業作業基金管理，自不生侵害農田水利會受憲法第15條保障的財產權問題。

## 外部連結
- 農田水利法─全國法規資料庫 （页面存档备份，存于）
- 農田水利法─立法院法律系統─立法歷程